# Amparo Garrido (actriz)
Amparo Garrido Arozamena (Ciudad de México, 17 de octubre de 1929-Ciudad de México, 9 de enero de 2025) fue una actriz, actriz de doblaje y youtuber mexicana. 
En el doblaje, destacó por haber prestado su voz para doblar al español mexicano a varios personajes de películas realizadas por la compañía Disney, de entre las cuales se encuentran Dumbo, Bambi, La dama y el vagabundo, y Blanca Nieves y los siete enanos. Esta última fue uno de los trabajos con los que se consagró, ya que en el doblaje de la cinta realizado en 1964, dio voz a la princesa Blancanieves.

## Biografía y carrera

### Primeros años e inicios
Garrido proviene de una familia de actores, que incluye a sus tíos Amparito Arozamena, y Eduardo Arozamena, además de haber tenido una hermana llamada Marissa Garrido. Esta última se convirtió en escritora. Comenzó su carrera a los siete años de edad, actuando en una compañía teatral que su abuelo poseía, y a los doce grabó la radionovela Misterios de ultratumba.
Debutó en el cine durante el transcurso de la Época de Oro del cine mexicano, participando en la película Canta y no llores, de 1949. Para la década de los cincuenta, intervino con papeles de reparto en cintas como El señor gobernador (1951), La hija del engaño (1951), Subida al cielo (1952), Viva la juventud (1956), entre otras.

### Trayectoria en doblaje y televisión
En doblaje destacó por prestar su voz a Blancanieves en el audio en español del clásico de Disney, también prestó su voz para las producciones Dumbo, Bambi y La dama y el vagabundo entre otras producciones de Hollywood.
En la década de los cincuenta, presentó el programa Usted y sus amigas, junto a Alicia Rodríguez.
Debutó en las telenovelas en 1988 en Pasión y poder, realizó destacadas actuaciones en producciones como Teresa, Dos mujeres, un camino, Locura de amor, Cuidado con el ángel, La tempestad entre otras.

### Vida posterior
Estuvo casada con el también actor y actor de doblaje, Ismael Larumbe Raimers, con quién procreó cuatro hijos: Ismael, Clemencia, Armando y Juan José. Los tres primeros mencionados, al igual que sus padres, se convirtieron en actores de doblaje. Junto a su marido, intentó crear una empresa propia que se dedicara al doblaje, pero el sueño que ambos tenían se vio truncado luego de verse afectados por un conflicto sindical. Este problema laboral provocó que su esposo comenzara a padecer de estrés, lo que lo llevó a sufrir un deterioro de salud. Finalmente el 25 de diciembre de 1975, durante una fiesta familiar en su casa, Larumbe falleció a los 51 años de edad, a causa de un infarto masivo.
En 1991, junto a Silvia Pinal, Luis Gimeno, Luis Couturier, creó la Asociación Rafael Banquels A.C., bautizada así en honor al entonces recién fallecido actor Rafael Banquells. Dicha organización, para la que sirvió como secretaria del consejo de administración, fue instituida con el fin de ayudar a artistas de la tercera edad que requirieran cualquier tipo de apoyo.
En sus últimos años incursionó como youtuber, con el canal de YouTube, «Amparo Garrido TV», donde recitaba poemas y compartía escritos que le gustaban.

## Muerte
El 9 de enero de 2025, Garrido falleció en la Ciudad de México a los 95 años de edad, a causa de un infarto agudo de miocardio derivado de un choque hipovolémico. Su cuerpo fue cremado y sus cenizas fueron llevadas a descansar a un nicho familiar dentro de la Parroquia de San Juan Pablo II y Santo Tomás Moro, ubicada en la misma ciudad.

## Filmografía parcial

### Cine
- Canta y no llores (1949) .... Lola
- Para que la cuna apriete (1950)
- El señor gobernador (1951) .... Tachita
- Recién casados, no molestar (1951) .... Doncella
- La hija del engaño (1951) .... Jovita
- Subida al cielo (1952) .... Justina
- Quiéreme porque me muero (1953) .... Florista
- El río y la muerte (1954) .... Novia de Rómulo
- Viva la Juventud (1956) .... Chica que pide aventón
- Reclusorio III (1999)
- Un secreto de Esperanza (2002) .... Maestra Conchita
- Los planetas muertos (2013) .... Aurora

### Televisión
- Pasión y poder (1988) .... Amiga de Dolores
- Amor en silencio (1988) .... Directora del colegio
- Teresa (1989) .... Mariana
- Yo compro esa mujer (1990)
- Muchachitas (1991-1992) .... Aurora vda. de Bermúdez
- Triángulo (1992) .... Isabel Armendáriz
- Dos mujeres, un camino (1993-1994) .... Bertha
- Si Dios me quita la vida (1995) .... Griselda
- Pobre niña rica (1995-1996) .... Delia Martínez
- Canción de amor (1996)
- Marisol (1996) .... Constanza
- Te sigo amando (1996-1997) .... Matilde
- Mujer, casos de la vida real (1997-2006)
- La mentira (1998) .... Antonia Toña
- Nunca te olvidaré (1999) .... Madre Superiora
- Infierno en el paraíso (1999) .... Amparo
- Siempre te amaré (2000) .... Soledad
- Locura de amor (2000) .... Chabela
- La intrusa (2001) .... Señora Villalobos
- ¡Vivan los niños! (2002-2003) .... Doña Luz
- Velo de novia (2003-2004) .... Candida
- Sueños y caramelos (2005)
- Alborada (2005-2006) .... Empleadora de Hipólita[20]
- La rosa de Guadalupe (2008-2017)
- Cuidado con el ángel (2008-2009) .... Clemencia
- Mi pecado (2009) .... Socorro
- Ni contigo ni sin ti (2011) .... Doña Adelita
- Como dice el dicho (2012-2016)
- La tempestad (2013) .... Alicia
- A que no me dejas (2015-2016) .... Malena Villar
- Simplemente María (2015-2016) .... Madre Benigna